# Гутман, Теодор Давидович
 Теодор Давидович Гутман  (29 октября [11 ноября] 1905, Киев, Российская империя — 14 февраля 1995, Москва, Россия) — советский пианист, заслуженный деятель искусств РСФСР (1991), профессор Московской консерватории, Музыкально-педагогического института им. Гнесиных.

## Биография
Теодор Давидович Гутман родился 29 октября (11 ноября) 1905 года в Киеве. Отец Теодора Давидовича, пианист, работал в Киевском оперном театре. Поэтому все детские музыкальные впечатления Теодора были связаны с этим музыкальным жанром.
Первым учителем для него стал отец, который умер в 1918 году. Мальчику приходится готовиться к поступлению в консерваторию под руководством учеников отца. В то время там работали Генрих Нейгауз, Феликс Блуменфельд, Болеслав Яворский, учился Владимир Горовиц. Общение и дружба с этими великими музыкантами очень повлияли на развитие личности Гутмана. Первые два года он учился в классе Юзефа Турчинского, затем у Генриха Нейгауза.
С 1924 по 1926 годы Гутман работает преподавателем в консерватории.
В 1926 году музыкант поступает в класс Нейгауза и переезжает в Москву. Спустя 5 лет он оканчивает Московскую консерваторию с золотой медалью, и становится ассистентом в классе Нейгауза. Пианист довольно много концертирует по всей стране как сольно, так и в составе трио: со скрипачом М. Затуловским, виолончелистом Г. Цомыком. Одновременно он работает на Всесоюзном радио.
В 1932 году Гутман становится лауреатом II Международного конкурса имени Шопена в Варшаве, а через год получает третью премию на I Всесоюзном конкурсе пианистов в Москве. Завоевав эти престижные награды, он постепенно входит в ряды ведущих музыкантов всего Советского Союза.
Он преподает не только в консерватории, но и в музыкальном училище при консерватории. А в возрасте 36 лет получает звание профессора.
В 1930-1943 годы преподавал в Московской консерватории (с 1942 года профессор).
В годы Великой Отечественной войны Гутман вместе со своими учениками был эвакуирован в Пензу, а после своего возвращения он не был приглашен опять работать в Московской консерватории. Это было тяжелым ударом для музыканта. Немного позже он получает приглашение от Е.Ф. Гнесиной преподавать в Музыкально-педагогическом институте им. Гнесиных.  С 1944 года он - профессор Музыкально-педагогического института им. Гнесиных.
С 1958 по 1972 годы он заведует кафедрой специального фортепиано.
Своим ученикам Гутман стремился открыть красоту музыкального мира в его многообразии, научиться смотреть на мир с восторгом и удивлением, пытался воспитать в них чувство прекрасного, а затем все эти ощущения воплотить в своей игре. — Вот эти из некоторых основ знаменитой школы Т. Гутмана.
Все своё время Гутман отдавал педагогике, которая заняла основное место в его жизни. Он почти не концертировал, лишь изредка на концертах, посвященным юбилейным датам. Последние концерты музыканта состоялись в 1994 году, на вечерах памяти Нейгауза и Гнесиной. Скончался Гутман 14 февраля 1995 года.  Похоронен на Введенском кладбище (10 уч.).
Теодор Гутман был артистом серьёзной, глубокой мысли, зрелого мастерства, большого динамического диапазона. Осталось очень мало записей его выступлений. В 1999 году японская фирма «Denon» выпустила два компакт-диска с выступлениями пианиста. Туда вошли сочинения Шопена, Шумана, Мендельсона, Брамса, Мясковского, Аренского. В России до сих пор не выпущено ни одной его записи.
« Отличительной особенностью игры Гутмана является тщательность, законченность интерпретации. В его игре нет промахов, недоделанных эпизодов, досадных небрежностей… Ему не свойственна внешняя самоуверенность, а тем более самодовольство.  Его тон полнозвучен, всегда мягок, приятен. За его игрой чувствуется большая человеческая доброта. »
В 2005 году в Москве прошёл фестиваль, посвященный столетию этого выдающегося педагога и музыканта. На него съехались его ученики, знаменитые сейчас во всем мире.

## Ученики
Среди его учеников были будущие знаменитые пианисты, педагоги школ и институтов, профессора, лауреаты всероссийских и международных конкурсов — В. Монастырский, В. Тропп, М. В. Юзефович, Н. В. Юзефович, С. Почекин, Н. Груберт, И. Беркович, А. Скрипай, В. Зверева, И. Лавров, С. Сенков, И. Бриль, Л. Чижик, Т. Зеликман, М. Андрианов, А. Майкапар, Ф. Готлиб, И. Фридман и многие другие.

## Премии, награды
Лауреат Международного конкурса им. Ф.Шопена (восьмая премия), Варшава, 1932
Третья премия на Всесоюзном конкурсе музыкантов-исполнителей, Москва, 1933.
Заслуженный деятель искусств РСФСР (1991).